# John OFA Rhee
John OFA Rhee(BOTTLE GOD (X&), 1993년 10월 27일 ~)는 대한민국의 가수다. 2017년 EP 앨범 [you`ll be alright]으로 정식 데뷔했다.

## 방송
- 슈퍼스타K7 (2015) - Top8(8위)

## 음반
- Laus Deo (2014)
- 슈퍼스타K7 #1 (2015)
- 슈퍼스타K7 TOP10 (2015)
- 슈퍼스타K7 TOP8 (2015)
- you'll be alright (2017)
- 무소속프로젝트 2017 컴필레이션 (2017)
- CRAZY (2018)
- 눈부셔 (With 김민석 of 멜로망스) (2018)
- how long can we go? (2018)
- 하지 말라면 더 하고 19 Part.2 (2018)
- WAITING (2021)
- bleeding in (2021)
- sunset blvd. (2021)
- bleeding in sunset blvd. (2021)